# قطعنامه ۱۷۷۲ شورای امنیت
قطعنامه ۱۷۷۲ شورای امنیت سازمان ملل متحد که در تاریخ ۲۰ اوت ۲۰۰۷ تصویب شد، سندی بین‌المللی دربارهٔ بررسی وضعیت در سومالی است. این قطعنامه طی نشست ۵۷۳۲ام با ۱۵ رای موافق، ۰ مخالف و ۰ ممتنع تصویب شد.